# Protipapež Dioskur
Protipapež Dioskur
Dioskur rimski škof, (protipapež) rimskokatoliške Cerkve; † 14. oktober 530 Rim, Italsko kraljestvo.

## Življenjepis
Po Feliksovi  smrti so v Rimu takoj ustoličili Bonifacija, vendar ne v Lateranski baziliki, ampak v Julijanski, ker so prvo zasedli nasprotniki, ki so imeli večinsko podporo v senatu ter bili naklonjeni Bizancu. Dioskur je bil zelo priljubljen med ljudstvom in je bil sposoben diplomat, sicer pa diakon grškega porekla. Še danes je torej težko uganiti, kateri od teh dveh je bil pravi papež in zakoniti naslednik apostola Petra. Samo Božja Previdnost je obvarovala Cerkev pred razkolom, ker je Dioskur že po slabem mesecu umrl. Po njegovi smrti ga je Feliks s pristaši izobčil. Listino o njegovem izobčenju je sežgal Bonifacijev drugi naslednik Agapit, ki je tudi sam bil Grk. 